# Motor paso a paso

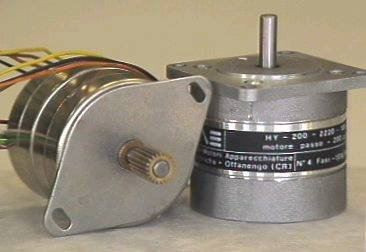
Motor paso a paso (PaP)

El motor paso a paso (Stepper) conocido también como motor de pasos es un dispositivo electromecánico que convierte una serie de impulsos eléctricos en desplazamientos angulares discretos, lo que significa que es capaz de girar una cantidad de grados (paso o medio paso) dependiendo de sus entradas de control. El motor paso a paso se comporta de la misma manera que un conversor digital-analógico (D/A) y puede ser gobernado por impulsos procedentes de sistemas digitales.
Este motor presenta las ventajas de tener precisión y repetitividad en cuanto al posicionamiento del aparato. Entre sus principales aplicaciones destacan los robots, drones, radiocontrol, impresoras digitales, automatización, fotocomponedoras, preprensa, etc.

## Tipos de motores paso a paso
Existen tres tipos fundamentales de motores paso a paso: el motor de reluctancia variable, el motor de magnetización permanente, y el motor híbrido.
 El motor de pasos de reluctancia variable (VR): 
Tiene un rotor multipolar de hierro y un estátor devanado, opcionalmente laminado. Rota cuando el (o los) diente(s) más cercano(s) del rotor es (o son) atraído(s) a la(s) bobina(s) del estátor energizada(s) (obteniéndose por lo tanto, la ruta de menor reluctancia). La respuesta de este motor es muy rápida, pero la inercia permitida en la carga es pequeña. Cuando los devanados no están energizados, el par estático de este tipo de motor es cero. 
El motor de pasos de rotor de imán permanente:
Permite mantener un par diferente de cero cuando el motor no está energizado. Dependiendo de la construcción del motor, es típicamente posible obtener pasos angulares de 7.5, 11.25, 15, 18, 45 o 90°. El ángulo de rotación se determina por el número de polos en el estátor.
El motor de pasos híbrido:
Se caracteriza por tener varios dientes en el estátor y en el rotor, el rotor con un imán concéntrico magnetizado axialmente alrededor de su eje. Se puede ver que esta configuración es una mezcla de los tipos de reluctancia variable e imán permanente. Este tipo de motor tiene una alta precisión y alto par, se puede configurar para suministrar un paso angular tan pequeño como 1.8°.

## Motores paso a paso unipolares
Estos motores suelen tener 5 o 6 cables de salida dependiendo de su conexión interna. Este tipo se caracteriza por ser más simple de controlar, estos utilizan un cable común a la fuente de alimentación y posteriormente se van colocando las otras líneas a tierra en un orden específico para generar cada paso, si tienen 6 cables es porque cada par de bobinas tienen un común separado, si tiene 5 cables es porque las cuatro bobinas tienen un polo común; un motor unipolar de 6 cables puede ser usado como un motor bipolar si se deja las líneas del común al aire.

## Motores paso a paso Bipolares
Estos tienen generalmente 4 cables de salida. Necesitan ciertos trucos para ser controlados debido a que requieren del cambio de dirección de flujo de corriente a través de las bobinas en la secuencia apropiada para realizar un movimiento.
 Secuencia de rotación en un motor Bipolar:
Obsérvese cómo la variación de la dirección del campo magnético creado en el estator producirá movimiento de seguimiento de parte del rotor del imán permanente, el cual intentará alinearse con el campo magnético inducido por las bobinas que excitan los electroimanes (en este caso A y B). Vcc es la alimentación de corriente continua (por ejemplo: 5V, 12V, 24V...)
| Paso          | Terminal 1 Bobina A | Terminal 2 Bobina A | Terminal 1 Bobina B | Terminal 2 Bobina B | Imagen |
| ------------- | ------------------- | ------------------- | ------------------- | ------------------- | ------ |
| Paso 1        | +Vcc                | -Vcc                |                     |                     |        |
| (Semi-)Paso 2 | +Vcc                | -Vcc                | +Vcc                | -Vcc                |        |
| Paso 3        |                     |                     | +Vcc                | -Vcc                |        |
| (Semi-)Paso 4 | -Vcc                | +Vcc                | +Vcc                | -Vcc                |        |
| Paso 5        | -Vcc                | +Vcc                |                     |                     |        |
| (Semi-)Paso 6 | -Vcc                | +Vcc                | -Vcc                | +Vcc                |        |
| Paso 7        |                     |                     | -Vcc                | +Vcc                |        |
| (Semi-)Paso 8 | +Vcc                | -Vcc                | -Vcc                | +Vcc                |        |

## Control de las bobinas

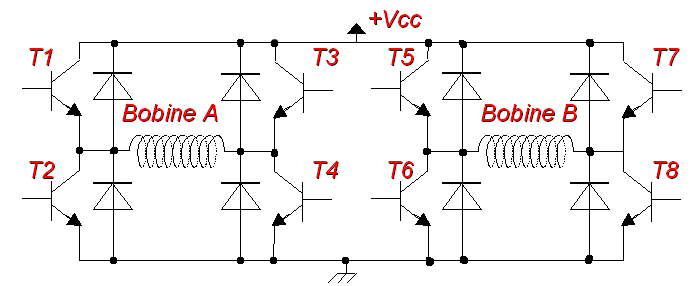
Topología de "puente en H" para las bobinas A y B

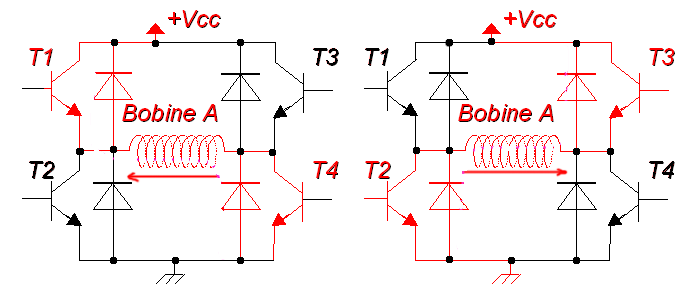
variación de la alimentación de corriente de la bobina A según los transistores T1, T2, T3, T4

Para el control del motor paso a paso de este tipo (bipolar), se establece el principio de "Puente H", si se activan T1 y T4, permiten la alimentación en un sentido; si cambiamos el sentido de la alimentación activando T2 y T3, cambiaremos el sentido de alimentación y el sentido de la corriente, donde las direcciones de la corriente las determinan los diodos.

## Velocidad de rotación
La velocidad de rotación viene definida por la ecuación:
{\displaystyle N=60\cdot {\frac {f}{n}}}

Donde:
- f: frecuencia del tren de impulsos
- n: n.º de polos que forman el motor

Si bien hay que decir que para estos motores, la máxima frecuencia admisible suele estar alrededor de los 625 Hz, en caso de que la frecuencia de pulsos sea demasiado elevada, el motor puede reaccionar en alguna de las siguientes maneras:
- No realizar ningún movimiento en absoluto.
- Comenzar a vibrar pero sin llegar a girar.
- Girar erráticamente.
- Girar en sentido opuesto.
- Perder potencia

Como ayuda es recomendable que también se coloque a disposición un simulador o circuito para probar estos motores paso a paso para descartar fallos en ellos.